# Raymond Hamilton
Raymond Hamilton (Oklahoma, 21 maggio 1913 – Huntsville, 10 maggio 1935) è stato un criminale statunitense.

## Biografia
Durante gli anni trenta fu membro prima della banda di Bonnie e Clyde e poi della Barrow Gang. Morì sulla sedia elettrica nel carcere di Huntsville.
| Controllo di autorità | VIAF (EN) 73102330 · LCCN (EN) n95054580 |